# Ребра (Бистрица-Насауд)
Ребра (рум. Rebra) насеље је у Румунији у округу Бистрица-Насауд у општини Ребра. Oпштина се налази на надморској висини од 423 m.

## Становништво
Према подацима из 2002. године у насељу је живело 3047 становника, од којих су сви румунске националности.